# 旨辛
旨辛（うまから、「うま辛」とも）とは、「旨くて辛い」あるいは「辛くて旨い」という意味の味覚を表す造語。「辛旨」との違いは、あくまでニュアンスの問題であろう。

## 由来
現時点では各種辞書への収載は行われていない。2000年から「うま辛王」というペッパーソースが飛騨唐辛工房より製造販売されていたので、一部では使われている言葉だったようである。また、2001年には神戸・三宮で旨辛食堂 炎ENG(朝鮮料理)がオープン。「旨辛」という言葉は、徐々にではあるが、三宮近辺では浸透していったようだ。この言葉は、創設者が本場の朝鮮料理ではなく、朝鮮料理を我々にもっと親しんでもらえるように名付けたと言われている。一般には2002年以降に広まったようだが、そのマスコミ初出は関西の情報誌京阪神エルマガジン社発行の『Lmagazine』2002年8月号の夏のカレー特集「うま辛で行こう！」である。そしてそのルーツは、その編集に関わったエスニック料理研究家が、ウェブ上で公開していた日記内で、特に辛くて美味しいカレーを紹介する際に「旨辛」あるいは「(ﾟДﾟ)旨辛-!」と称した事とされている。ただし激辛ブームなどの際に、多方面から自然発生的に生まれたという可能性も否定できない。現在では市民権を得ており、2004年頃から店名やメニュー名に続々使用されているが、現時点では特に著作権などの問題は発生していないようである。

## 使用例
- カレーハウス CoCo壱番屋：ニラもやしと挽肉の旨辛カレー（2005年7月1日 - 同年9月30日）
- どん兵衛：夏の辛口旨辛ちゃんぽんうどん
- カップヌードル：旨辛Kimchi（キムチ）ビッグ